# Alemannenweg
Der Alemannenweg ist ein Qualitäts- und Hauptwanderweg (HW 71) des Odenwaldklubs im Vorderen Odenwald und an der Hessischen Bergstraße.
Der Weg ist 144 Kilometer lang und führt über Höhen und durch Täler der Mittelgebirgslandschaft im südhessischen Odenwald und entlang des Oberrheingrabens. Laubmischwald, Streuobstwiesen, Felder und Weinberge prägen die Landschaft.
Der Name bezieht sich auf das germanische Volk der Alemannen, die in ihrer Frühzeit (ca. 3.–5. Jh.) auch im Odenwald gesiedelt haben, bevor sie weiter in den Süden gezogen sind.
Der Alemannenweg führt als Rundweg von Erbach über Bensheim, die Burg Frankenstein und die Veste Otzberg wieder zurück ins Tal der Mümling nach Michelstadt-Steinbach. Am Alemannenweg liegen viele kulturhistorische Sehenswürdigkeiten. Er kann im Uhrzeigersinn und in der entgegengesetzten Richtung begangen werden.
Er wurde im September 2008 erstmals vom Verband Deutscher Gebirgs- und Wandervereine als „Qualitätsweg Wanderbares Deutschland“ ausgezeichnet. Er hatte anfangs eine Länge von 138 Kilometern und sein Start- und Zielpunkt lag in Michelstadt-Steinbach. Später wurde der Startpunkt nach Erbach verlegt und die Streckenführung der ersten Etappe bis nach Reichelsheim geändert. Daher beträgt die Gesamtlänge des Alemannenwegs heute 144 Kilometer. Die Kriterien für die Auszeichnung als Prädikatswanderweg sind u. a. ein hoher Anteil an naturbelassenen Wegen, eine nutzerfreundliche Markierung, eine abwechslungsreiche Landschaft und ein hohes Erlebnispotential.

## Wegzeichen

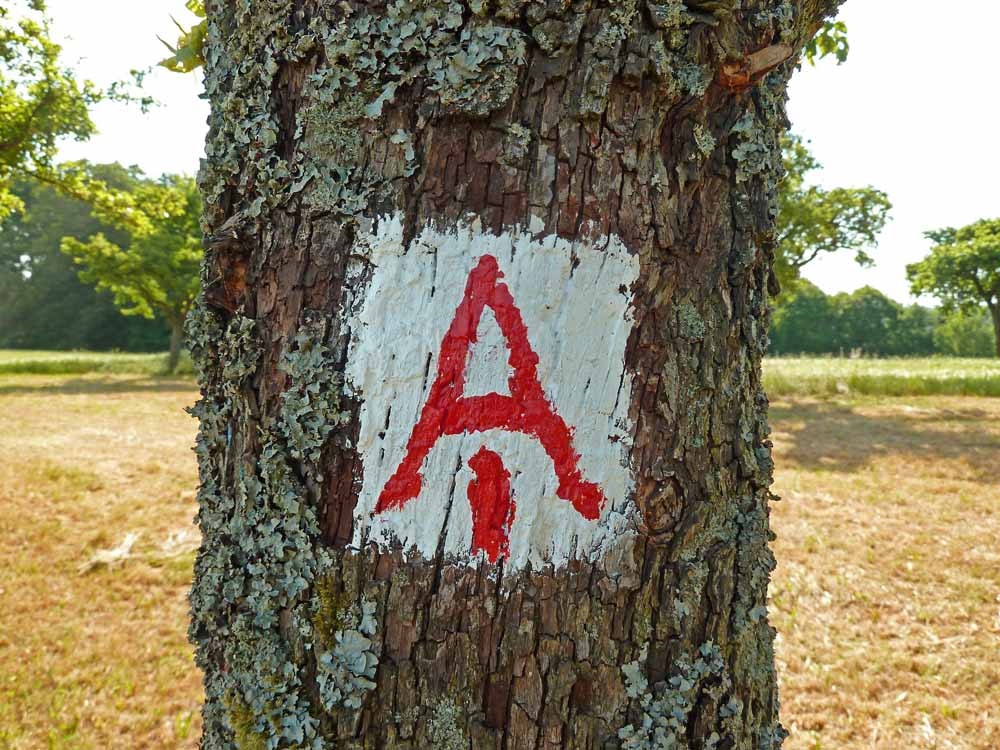
Das rote „A“ auf weißem Grund ist das Alemannenweg-Wegzeichen.

Der Alemannenweg ist mit dem Wegzeichen  A  gekennzeichnet. Die Wegzeichen-Markierungen werden durch Pfeilwegweiser mit Entfernungsangaben zu Ortschaften, Gastronomie, Beherbergung, Bushaltestellen und Bahnhöfen ergänzt.

## Ortschaften
Der Alemannenweg verläuft auf dem Gebiet der Städte und Gemeinden Erbach, Mossautal, Reichelsheim, Fränkisch-Crumbach, Lindenfels, Lautertal, Modautal, Bensheim-Auerbach, Zwingenberg, Alsbach-Hähnlein, Seeheim-Jugenheim, Mühltal, Fischbachtal, Brensbach, Otzberg, Höchst im Odenwald, Bad König, Brombachtal und Michelstadt.

## Wegbeschreibung
Der Alemannenweg kann in sieben Etappen mit ca. 19 bis 24 Kilometer Länge gewandert werden.
- 1. Etappe (Erbach–Reichelsheim): von Erbach führt der Weg nach Westen durch den Wildpark Brudergrund in Richtung Roßbach. Über die Mossauer Höhe verläuft der Weg nach Ober-Mossau an der Privat-Brauerei Schmucker vorbei zum Lärmfeuer. Hier biegt er nach Norden ab und verläuft vorbei am Morsberg und dem Beerfurther Schlösschen nach Reichelsheim.
- 2. Etappe (Reichelsheim–Lautertal): westlich von Reichelsheim geht es an der Burgruine Rodenstein vorbei zum höchsten Punkt des Wanderwegs auf die Neunkircher Höhe. Von hier in nördliche Richtung nach Lützelbach und dann nördlich an Brandau vorbei in westlicher Richtung nach Beedenkirchen und schließlich weiter hinauf zur Kuralpe.
- 3. Etappe (Lautertal–Zwingenberg): von der Kuralpe geht es über den Felsberg zum Felsenmeer und weiter zum Staatspark Fürstenlager. Von hier führt der Weg hinauf zum Auerberg mit dem Auerbacher Schloss und über den Melibokus nach Zwingenberg.
- 4. Etappe (Zwingenberg–Burg Frankenstein): der Weg verläuft von Zwingenberg oberhalb der Bergstraße nach Norden vorbei am Alsbacher Schloss, dem Schloss Heiligenberg und der Burgruine Tannenberg bis zur Burg Frankenstein.
- 5. Etappe (Burg Frankenstein–Fischbachtal): südöstlich der Burg Frankenstein tangiert der Weg die Modautaler Ortsteile Neutsch und Ernsthofen und führt durch die Fischbachtaler Ortsteile Hottenbacher Hof und Lichtenberg mit dem Schloss Lichtenberg und endet in Niedernhausen.
- 6. Etappe (Fischbachtal–Höchst im Odenwald): von Niedernhausen geht es auf die Nonroder Höhe und weiter in nordöstliche Richtung nach Brensbach und Hering mit der Veste Otzberg. Hier biegt der Weg nach Süden ab und gelangt zum Höchster Ortsteil Hassenroth.
- 7. Etappe (Höchst im Odenwald–Michelstadt): von Hassenroth führt der Weg nach Süden durch den Brensbacher Ortsteil Wallbach und gelangt zur Böllsteiner Höhe. Durch das Dorf Böllstein und über die Passhöhe Spreng streift der Weg einige Kilometer weiter südlich Rehbach. Vorbei an der Einhard-Quelle endet der Weg beim Schloss Fürstenau in Michelstadt-Steinbach. Die Rückkehr zum Startpunkt in Erbach kann vom Bahnhof in Michelstadt mit der Odenwaldbahn oder dem Citybus erfolgen.[7]

## Sehenswürdigkeiten
Bedeutende Sehenswürdigkeiten sind:
- Die Altstadt von Erbach mit ihrer sehenswerten alten Bausubstanz.
- Das Schloss Erbach am Marktplatz von Erbach stammt mit Teilen seiner Gebäude aus dem 12. Jahrhundert. Es beherbergt die gräflichen Sammlungen und das Deutsche Elfenbeinmuseum.
- Der Wildpark Brudergrund am Ortsausgang von Erbach
- Die Privat-Brauerei Schmucker in Mossautal
- Das Schloss Reichenberg bietet einen Rundblick über Reichelsheim.
- Die Ruine der Burg Rodenstein wurde 1240 als Trutzburg gebaut und liegt malerisch im Wald bei Fränkisch-Crumbach.
- Die Neunkircher Höhe ist mit 605 Metern Höhe die höchste Erhebung im hessischen Odenwald. Der 34 Meter hohe Kaiserturm wurde 1906 als Aussichtsturm gebaut. Der Ausblick reicht über den Vorderen Odenwald und die Rheinebene.
- Das Felsenmeer bei Lautertal-Reichenbach ist eine imposante Felslandschaft mit großen Blöcken aus Quarzdiorit. Das Alleinstellungsmerkmal des Odenwälder Felsenmeeres sind die römischen Werkplätze. Fast dreihundert unfertige oder beschädigte Werkstücke, verteilt auf 15 Werkplätze, haben die Römer auf dem Felsberg (Odenwald) hinterlassen.
- Der Staatspark Fürstenlager in Bensheim-Auerbach wurde 1790 als Sommerresidenz der Landgrafschaft von Hessen-Darmstadt errichtet. Das Gartenkunst-Ensemble ist weitgehend in Originalform erhalten.
- Das Auerbacher Schloss ist eine imposante Burgruine an der Bergstraße. Von den beiden Türmen bietet sich ein Ausblick über die Bergstraße, den Vorderen Odenwald und die Rheinebene bis hin zum Pfälzer Wald.
- Der Melibokus bei Zwingenberg (Bergstraße) ist mit 517 Metern der höchste Berg an der hessischen Bergstraße.
- Die Trutzburg Alsbacher Schloss bei Alsbach-Hähnlein wurde um 1235 auf der westlichen Spitze eines Bergrates oberhalb der Rheinebene erbaut.
- Das Schloss Heiligenberg bei Jugenheim wurde Anfang des 19. Jahrhunderts auf dem Heiligenberg als Landgut erbaut.
- Die Magnetsteine, ein Naturdenkmal nahe der Burg Frankenstein, wurden vermutlich durch einen gewaltigen Blitzeinschlag magnetisiert.
- Die Burg Frankenstein bei Nieder-Beerbach ist die nördlichste Höhenburg an der Bergstraße. Sie wird mit vielen Sagen und Mythen in Verbindung gebracht.Der Alemannenweg im Odenwald: Schloss Lichtenberg

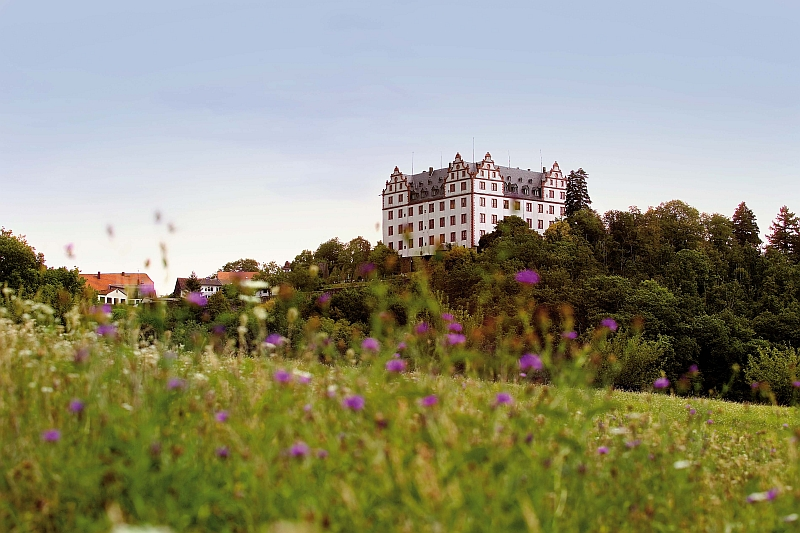
Der Alemannenweg im Odenwald: Schloss Lichtenberg

- Das weiße Renaissanceschloss Schloss Lichtenberg in der Gemeinde Fischbachtal entstand 1570 aus einer Burganlage und beherbergt heute eine Ausstellung zur historischen Landnutzung.
- Die Burg Veste Otzberg wurde Ende des 12., Anfang des 13. Jahrhunderts auf einem 367 Meter hohen erloschenen Vulkan erbaut. Im Bandhaus befindet sich heute die Sammlung zur Volkskunde in Hessen.
- Die Römische Villa Haselburg ist ein Gutshof (Villa rustica) aus der Zeit der Besiedlung des Odenwalds durch die Römer. Die Anlage bei Höchst im Odenwald, Ortsteil Hummetroth ist nach Ausgrabungen als Freilichtmuseum gestaltet.
- Die Einhardsbasilika in Michelstadt-Steinbach aus dem Jahr 827 ist ein seltenes Beispiel karolingischer Architektur in Deutschland. Der Alemannenweg im Odenwald: Schloss Fürstenau

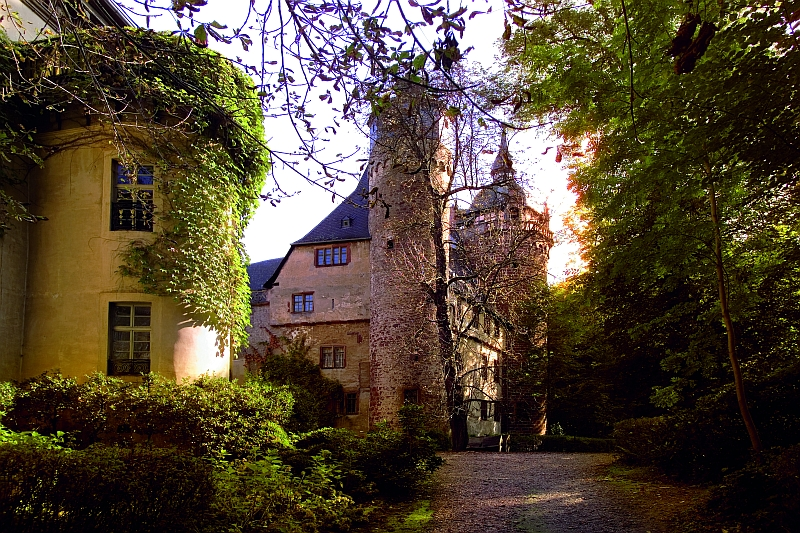
Der Alemannenweg im Odenwald: Schloss Fürstenau

- Das Schloss Fürstenau in Michelstadt-Steinbach ist ein Wasserschloss an der Mümling und wurde im 14. Jahrhundert erbaut.
- Die Altstadt von Michelstadt mit ihren Fachwerkhäusern und dem Historischen Fachwerkrathaus von 1484.

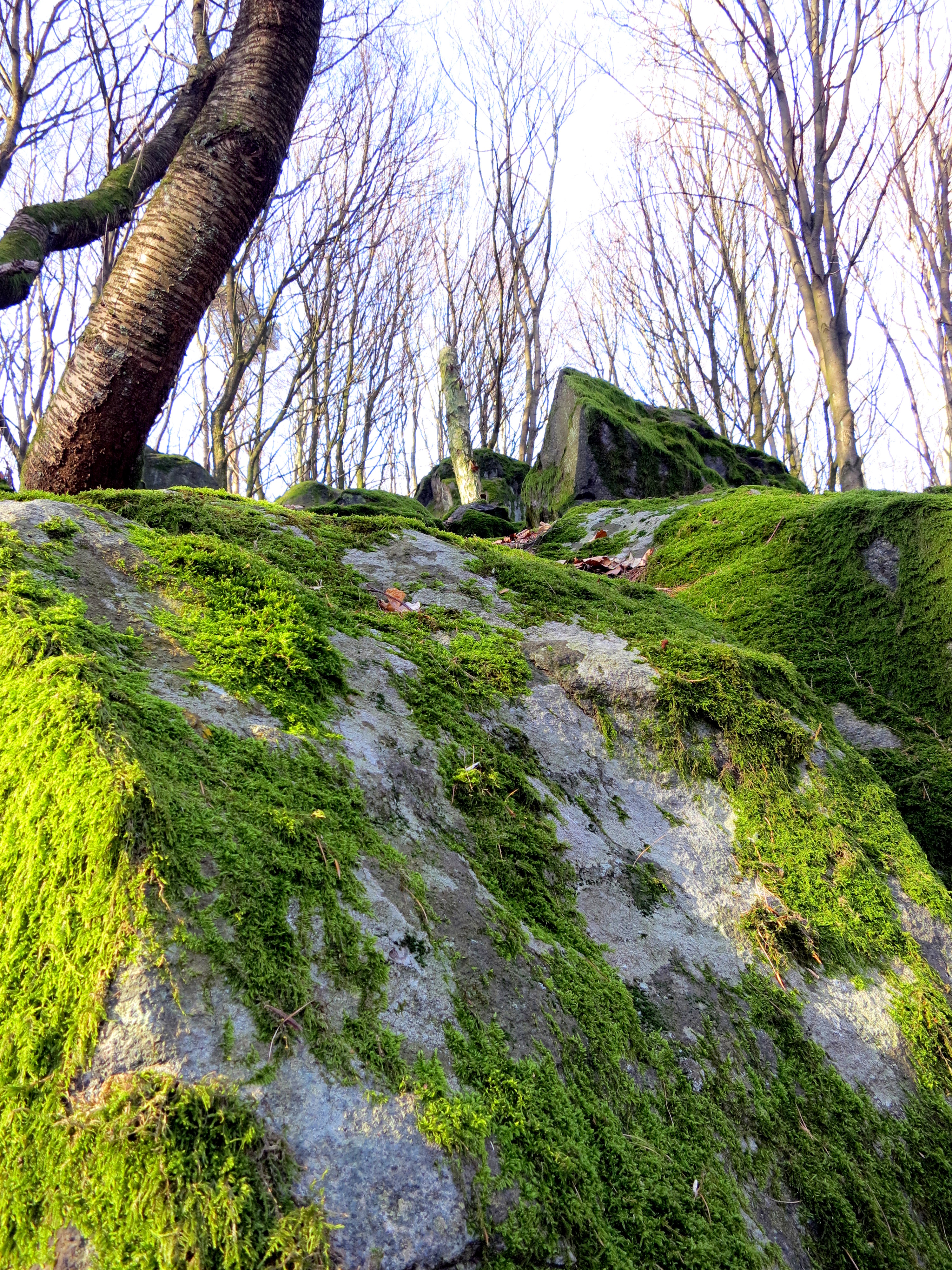
Magnetsteine bei der Burg Frankenstein

## Wanderbücher/-karten
- Rainer Türk: Auf dem Alemannenweg: ein Odenwälder Wandererlebnis. 1. Auflage. Verlag Hubert Brunnengräber, Lorsch 2009, ISBN 978-3-9811444-3-7.
- Hessisches Landesamt für Bodenmanagement und Geoinformation: Topographische Freizeitkarte im Maßstab 1:50 000 (TF50): Nördlicher Odenwald (Kartenset West und Ost). 2009, ISBN 978-3-89446-291-8.